# شون كولين
شون كولين هو ممثل كندي، ولد في 29 أغسطس 1965 ببيتيربوروغ في كندا.

## أعمال

### أفلام
- (2008) غورو الحب[4]

## وصلات خارجية
- شون كولين على موقع IMDb (الإنجليزية)
- شون كولين على موقع قاعدة بيانات الأفلام العربية
- شون كولين على موقع قاعدة بيانات الأفلام العربية
- شون كولين على موقع ألو سيني (الفرنسية)
- شون كولين على موقع ميوزك برينز (الإنجليزية)
- شون كولين على موقع أول موفي (الإنجليزية)
- شون كولين على موقع قاعدة بيانات الأفلام السويدية (السويدية)
- شون كولين على موقع قاعدة بيانات الفيلم (الإنجليزية)
- شون كولين على موقع كينوبويسك (الروسية)